# Чивітелла-ін-Валь-ді-К'яна
Чивітелла-ін-Валь-ді-К'яна (італ. Civitella in Val di Chiana) — муніципалітет в Італії, у регіоні Тоскана,  провінція Ареццо.
Чивітелла-ін-Валь-ді-К'яна розташована на відстані близько 180 км на північ від Рима, 60 км на південний схід від Флоренції, 12 км на південний захід від Ареццо.
Населення — 9099 осіб (2014).

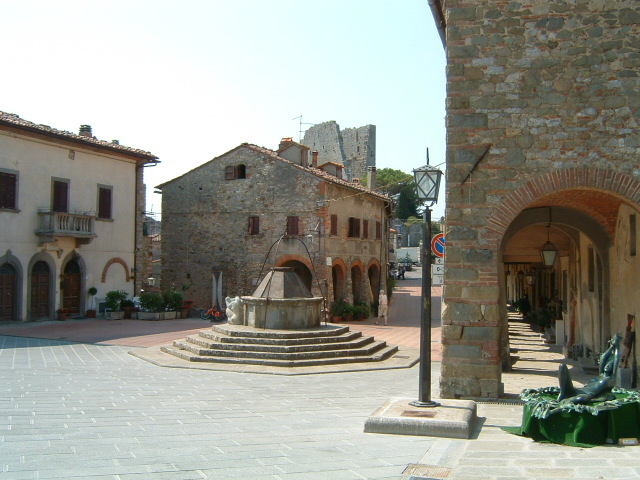

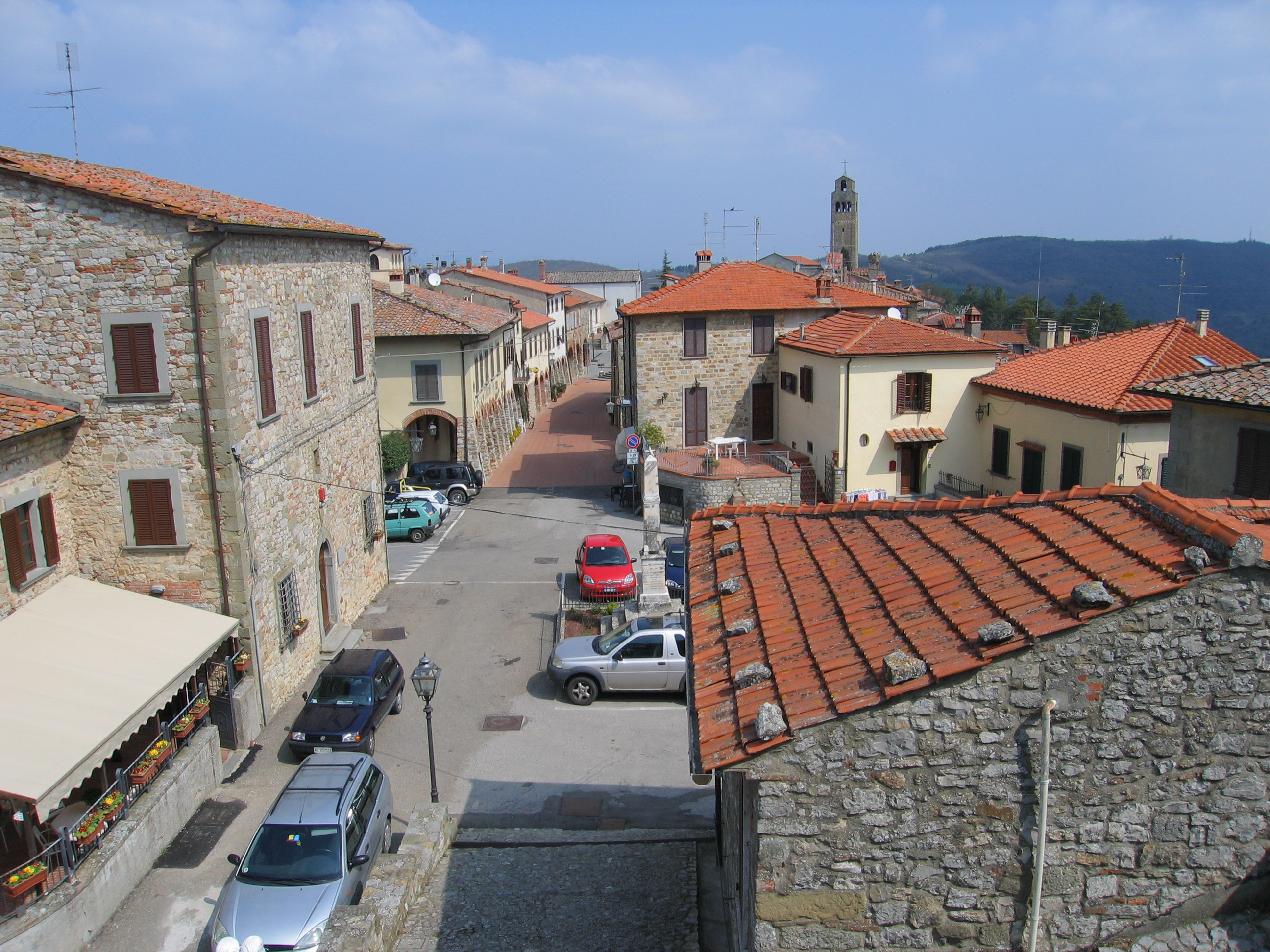

Щорічний фестиваль відбувається 24 серпня. 

## Демографія
Населення за роками:

Станом на 1 січня 2023 року в муніципалітеті офіційно проживали 733 іноземці з 54 країн, серед них 350 громадян країн Євросоюзу та 8 громадян України.

## Сусідні муніципалітети
- Ареццо
- Бучине (муніципалітет)
- Латерина
- Монте-Сан-Савіно
- Перджине-Вальдарно